# André Archidec
 (février 2023).
Si vous disposez d'ouvrages ou d'articles de référence ou si vous connaissez des sites web de qualité traitant du thème abordé ici, merci de compléter l'article en donnant les références utiles à sa vérifiabilité et en les liant à la section « Notes et références ».
Pas d'image ? Cliquez ici

a Compétitions nationales et continentales officielles uniquement.

André Archidec, né le 8 janvier 1933 à Saint-Lizier-du-Planté et mort le 14 décembre 2016 à Toulouse, est un joueur de rugby à XV et de rugby à XIII évoluant au poste de pilier ou de deuxième ligne dans les années 1950 et 1960.
Il effectue la majeure partie de sa carrière sportive au sein du club du Toulouse olympique XIII dans lequel il évolue de 1958 à 1967. Il connaît avec son club de nombreux succès matérialisés par le titre du Championnat de France en 1965 avec pour partenaires Joseph Guiraud, Hugues Viès, Pierre Parpagiola, Yves Bégou, Georges Aillères et Pierre Lacaze.

## Palmarès
- Collectif : 
  - Vainqueur du Championnat de France : 1965 (Toulouse).
  - Finaliste du Championnat de France : 1964 (Toulouse).
  - Finaliste de la Coupe de France : 1962, 1963 et 1964 (Toulouse).

### Statistiques
| Saison    | Saison       | Championnat           | Championnat | Championnat | Championnat | Championnat | Championnat | Championnat | Coupe           | Coupe      | Coupe | Coupe | Coupe | Coupe | Coupe |
| Saison    | Saison       | Comp.                 | Class.      | M           | Pts         | Ess.        | Buts        | Dp.         | Comp.           | Class.     | M     | Pts   | Ess.  | Buts  | Dp.   |
| --------- | ------------ | --------------------- | ----------- | ----------- | ----------- | ----------- | ----------- | ----------- | --------------- | ---------- | ----- | ----- | ----- | ----- | ----- |
| 1958-1959 | Toulouse     | Championnat de France | 11e         | ?           | -           | -           | -           | -           | Coupe de France | 1/8 finale | ?     | -     | -     | -     | -     |
| 1959-1960 | Toulouse     | Championnat de France | 9e          | ?           | -           | -           | -           | -           | Coupe de France | 1/2 finale | ?     | -     | -     | -     | -     |
| 1960-1961 | Toulouse     | Championnat de France | 10e         | ?           | -           | -           | -           | -           | Coupe de France | 1/8 finale | ?     | -     | -     | -     | -     |
| 1961-1962 | Toulouse     | Championnat de France | 1/4 finale  | ?           | -           | -           | -           | -           | Coupe de France | Finaliste  | ?     | -     | -     | -     | -     |
| 1962-1963 | Toulouse     | Championnat de France | Barrage     | ?           | -           | -           | -           | -           | Coupe de France | Finaliste  | ?     | -     | -     | -     | -     |
| 1963-1964 | Toulouse     | Championnat de France | Finaliste   | ?           | -           | -           | -           | -           | Coupe de France | Finaliste  | ?     | -     | -     | -     | -     |
| 1964-1965 | Toulouse     | Championnat de France | Vainqueur   | ?           | -           | -           | -           | -           | Coupe de France | 1/2 finale | ?     | -     | -     | -     | -     |
| 1965-1966 | Toulouse     | Championnat de France | 11e         | ?           | -           | -           | -           | -           | Coupe de France | 1/8 finale | ?     | -     | -     | -     | -     |
| 1966-1967 | Toulouse     | Championnat de France | Barrage     | ?           | -           | -           | -           | -           | Coupe de France | 1/8 finale | ?     | -     | -     | -     | -     |
| 1967-1968 | Villefranche | Championnat de France | 16e         | ?           | -           | -           | -           | -           | Coupe de France | 1/4 finale | ?     | -     | -     | -     | -     |